# Ахмедов, Халим Хакимович
Халим Хакимович Ахмедов (25 декабря 1906, аул 1 Мая, Алгинский район Актобинская область — 31 июля 2002, Алматы) — казахский писатель, переводчик.

## Биография
Окончил Институт народного образования (просвещения) в Оренбурге (1925).
В 1926—1938 годах на различных общественных и хозяйственных должностях в Актобинской и Жамбылской областях. В 1944 году главный редактор издательства, с 1950 года директор Казгослитиздата (ныне издательство «Жазушы»). Творческий путь начал как переводчик. Перевёл на казахский язык роман «Непокоренные» (1947) Б.Горбатова, произведение «Новь» (1959) и «Дым» (1966) И.Тургенева, «Орлиная степь» (1962) М.Бубеннова, «Костер» (1969) К. Федина, рассказы Л.Толстого, А. Чехова. Перу Ахмедова принадлежат романы «Жорық жылдары» (1977), «Жем бойында» (1992), «Ескі достар» (1986) «Алаш-Алаш болғанда» (1996).

## Награды
- Орден «Знак Почёта»
- Медаль «За трудовое отличие» (3 января 1959) — за выдающиеся заслуги в развитии казахского искусства и литературы и в связи с декадой казахского искусства и литературы в гор. Москве
- Медали